# Buono del tesoro poliennale
Il buono del tesoro poliennale (BTP) rappresenta un titolo di debito, un'obbligazione a medio-lungo termine, emesso dal Dipartimento del tesoro italiano, con scadenza superiore all'anno solare.

## Storia
L'emissione di buoni del tesoro poliennali della Repubblica Italiana venne autorizzata con legge n. 941 del 27 dicembre 1953.
La prima emissione di buoni del tesoro poliennali della Repubblica Italiana avvenne nel 1974, con il D.M. 20/3/1974 (pubblicato sulla G.U. n. 77 del 22/3/1974). Si trattava di un'emissione di buoni del tesoro poliennali 7% di scadenza 1º aprile 1978 e per un importo totale di 324 miliardi di lire.
Il massimo tasso nominale si raggiunse nel 1981 con l'emissione del D.M. 16/6/1981 (pubblicato sulla G.U. n. 166 del 18/6/1981) di buoni del tesoro poliennali 18% di scadenza 1º luglio 1983 e per un importo totale di 2.000 miliardi di lire. Nel corso del 1982 seguirono altre emissioni al 18%.

## Caratteristiche
Sono negoziati al Mercato generale dei titoli di Stato per le somme superiori ai 2,5 milioni di euro e al MOT per i lotti di minori dimensioni.
Il titolo ha durata poliennale (usualmente con scadenze di 3, 5, 10, 15, 30 o 50 anni) e presenta cedole annuali pagate semestralmente (ad esempio, un BTP al 6% paga due cedole semestrali del 3% l'una). Il rendimento è dato dal tasso fisso della cedola e dalla differenza tra il prezzo di emissione e quello di rimborso. Si tratta di un titolo "a capitale garantito", ossia prevede alla scadenza il rimborso dell'intero valore nominale.
Il prezzo {\displaystyle P} di un BTP è dato dalla somma del valore attuale di una rendita posticipata le cui rate corrispondono al valore costante della cedola {\displaystyle C} più il valore attuale del valore nominale {\displaystyle V} che si riceverà alla scadenza, dopo {\displaystyle n} periodi (anni):
{\displaystyle \;P=C\cdot {\frac {(1+i_{*})^{n}-1}{i_{*}(1+i_{*})^{n}}}+{\frac {V}{(1+i_{*})^{n}}}} con {\displaystyle \;i_{*}} tasso interno di rendimento (T.I.R.).
Noto il prezzo, la durata, il valore nominale e la cedola se si vuole conoscere il TIR è possibile calcolarlo attraverso programmi informatici; ad esempio il TIR di un BTP con valore nominale 100, cedola annuale 10, prezzo 98 e anni 5 risulta pari al 10,53%, infatti usando la funzione to_poly_solve del programma wxMaxima si ottengono soluzioni complesse e reali di cui bisogna considerare solo quella positiva cioè 10,53%:
```
P
:
98
;

V
:
100
;

C
:
10
;

n
:
5
;

to_poly_solve
([
P
=
C
*
(
-1
+
(
1
+
i_r
)
^
n
)
/
(
i_r
*
(
1
+
i_r
)
^
n
)
+
V
/
(
1
+
i_r
)
^
n
],
 
[
i_r
]);

%
union
([
i_r
=
0.1053482221569203
],[
i_r
=
-0.9546278247266284
*
%
i
-0.6895549207370889
],[
i_r
=
-0.5900988661973617
*
%
i
-1.812098784965165
],[
i_r
=
0.5900988661973617
*
%
i
-1.812098784965165
],[
i_r
=
0.9546278247266284
*
%
i
-0.6895549207370889
])

```

Essendo il BTP uno strumento con cedole a tasso fisso, è soggetto a oscillazioni di prezzo durante la sua "vita finanziaria", che saranno tanto più marcate quanto più lunga sarà la durata del titolo (duration); in particolare si può dimostrare che, se il TIR aumenta, il prezzo diminuisce e viceversa.
Le emissioni avvengono due volte al mese con asta marginale. Come per tutti gli altri titoli di Stato italiani, il taglio minimo è di 1.000 €. Le operazioni di collocamento sono affidate alla Banca d'Italia. A compenso di tale servizio, il Tesoro riconosce alla Banca centrale una provvigione dello 0,20% per il titolo triennale, dello 0,30% per quello quinquennale e dello 0,40% per le scadenze superiori. Tale provvigione viene, del tutto o parzialmente, trasferita agli intermediari che partecipano all'asta, considerando che essi non possono applicare commissioni alla clientela per tale servizio.

## Tipologie

### BTP€i
Dal 2003 sono stati istituiti i buoni del tesoro poliennale indicizzati all'inflazione europea (BTP€i) che sono indicizzati all'inflazione della Zona Euro, espressa con l'indice armonizzato dei prezzi al consumo con esclusione del tabacco (HICP ex tobacco), calcolato mensilmente da Eurostat. Ciò serve a garantire gli investitori dagli aumenti del livello dei prezzi. L'indicizzazione riguarda sia le cedole semestrali sia il capitale rimborsato a scadenza. In ogni caso, il BTP€i garantisce il rimborso dell'intero valore nominale, per cui se nel periodo si verifica una diminuzione dei prezzi non se ne terrà conto ai fini dell'indicizzazione (questo in realtà è applicabile al solo caso di chi avesse acquistato il titolo quando il coefficiente di indicizzazione è 1, mentre per chi avesse acquistato con un CdI superiore, nulla vieta, in linea teorica, che la deflazione riduca il valore del suo investimento, per non parlare delle oscillazioni del prezzo dell'obbligazione, che possono molto concretamente dare lo stesso risultato).
L'indicizzazione delle cedole comporta una variabilità del rendimento nominale, ma una costanza del rendimento reale, cioè in termini di potere d'acquisto. Attualmente i BTP€i sono emessi mensilmente con scadenze di 5, 10, 15 e 30 anni.

### BTP Italia
Nel marzo 2012 è stato emesso il BTP Italia, un certificato di debito con scadenza di quattro anni. I Btp Italia sono emessi dallo Stato Italiano e il risparmiatore può investire mille euro o dei suoi multipli. Non solo, verranno emessi tanti Btp quanti ne richiederanno i risparmiatori, non c'è una quantità prestabilita, ovvero è un'emissione chiamata "a rubinetto".
Il titolo ha durata poliennale con scadenze di quattro anni e presenta cedole annuali pagate semestralmente (ad esempio, un BTP Italia al 6% paga due cedole semestrali del 3% l'una).
Il BTP Italia ha due sostanziali differenze rispetto al tradizionale BTP:
- la prima è che il rendimento di questo BTP Italia è costituito da un tasso fisso, il quale verrà comunicato a conclusione del periodo di sottoscrizione, ma che verrà calcolato sul capitale rivalutato in base all'inflazione registrata in Italia;
- la seconda differenza è appunto il criterio di indicizzazione, l'inflazione italiana, cioè quella che realmente sconta il risparmiatore italiano.

Nel caso dei BTP acquistati sopra la pari (cioè, ad un prezzo superiore al valore nominale del titolo) non è ammessa ai fini fiscali la compensazione della perdita alla scadenza con le cedole incassate.

### BTP Futura
II BTP Futura è riservato alla vendita al dettaglio con durata di dodici anni, è stato emesso nel 2021 dal governo italiano per agevolare la ripresa del Paese dopo le difficoltà economiche legate all’emergenza Coronavirus. Il rendimento è fisso e crescente nel tempo attraverso l'emissione di
cedole nominali semestrali, (0,75% dal 1º al 4º anno, 1,35% dal 5° all’8º anno e 1,70% dal 9º al 12º anno) e due premi di fedeltà, all'8ºanno (dallo 0,4% del capitale investito fino ad un massimo dell’1,2% in base all'andamento del PIL) e la seconda parte del premio finale che va da un minimo dell’1% fino ad un massimo 3% del capitale investito ed è pari al 100% della media del tasso di crescita del PIL nominale registrato dal 9º al 12º anno di vita del titolo.

### BTP Valore

#### 1ª emissione
II BTP Valore è riservato alla vendita al dettaglio con durata di quattro anni, garantisce cedole nominali semestrali crescenti (3,25% per il primo biennio e 4% per il secondo) e un premio finale di fedeltà (0,5%) per chi ha acquistato il titolo all’emissione e lo ha detenuto fino a scadenza. Il taglio minimo acquistabile è 1.000 euro, con successivi multipli di 1.000 euro, e come per tutti i titoli di Stato la tassazione è agevolata al 12,5%. Il collocamento del primo BTP Valore è iniziato lunedì 5 giugno 2023 si è concluso venerdì 9 giugno 2023 con un importo complessivo raccolto pari a circa 18 miliardi di euro.

#### 2ª emissione
II BTP Valore è riservato alla vendita al dettaglio con durata di cinque anni, garantisce cedole nominali trimestrali crescenti (4,10% per i primi tre anni e 4,50% per il quarto e quinto anno) e un premio finale di fedeltà (0,5%) per chi ha acquistato il titolo all’emissione e lo ha detenuto fino a scadenza. Il taglio minimo acquistabile è 1.000 euro, con successivi multipli di 1.000 euro, e come per tutti i titoli di Stato la tassazione è agevolata al 12,5%. Il collocamento del secondo BTP Valore è iniziato lunedì 2 ottobre 2023 si è concluso venerdì 6 ottobre con un importo complessivo raccolto pari a 17,2 miliardi di euro.

#### 3ª emissione
II BTP Valore è riservato alla vendita al dettaglio con durata di sei anni, garantisce cedole nominali trimestrali crescenti (3,25% per i primi tre anni e 4% per i successivi tre) e un premio finale di fedeltà (0,7%) per chi ha acquistato il titolo all’emissione e lo ha detenuto fino a scadenza. Il taglio minimo acquistabile è 1.000 euro, con successivi multipli di 1.000 euro, e come per tutti i titoli di Stato la tassazione è agevolata al 12,5%. Il collocamento del terzo BTP Valore è avvenuto tra il 26 febbraio 2024 e si è concluso il 1 marzo con un importo complessivo raccolto pari a 18,3 miliardi di Euro.

#### 4ª emissione
II BTP Valore è riservato alla vendita al dettaglio con durata di sei anni, garantisce cedole nominali trimestrali crescenti (3,35% per i primi tre anni e 3,9% per i successivi tre) e un premio finale di fedeltà (0,8%) per chi ha acquistato il titolo all’emissione e lo ha detenuto fino a scadenza. Il taglio minimo acquistabile è 1.000 euro, con successivi multipli di 1.000 euro, e come per tutti i titoli di Stato la tassazione è agevolata al 12,5%. Il collocamento del quarto BTP Valore è iniziato lunedì 6 maggio 2024 e si è concluso  venerdì 10 maggio 2024, con un importo complessivo raccolto pari a 11,2 miliardi di euro. anticipata.

### BTP Più
Il BTP Più è stato emesso per la prima volta a partire dal 17 Febbraio 2025 ed è riservato ai piccoli risparmiatori, con lotto minimo acquistabile durante il collocamento pari a 1.000 euro. La particolarità di questa obbligazione è la possibilità di esercitare l'opzione put, che conferisce all'investitore la possibilità di vendere il prodotto ad un prezzo prestabilito in un dato periodo di tempo, in questo caso dopo 4 anni dall'emissione, allo stesso prezzo di acquisto. Questa emissione prevede una durata complessiva di 8 anni con 2 diversi rendimenti: il 2,8% annuo per i primi 4 anni ed il 3,6% annuo per i successivi 4 anni. Questi rendimenti si intendono lordi.